# Baie du Tamarin
Baie du Tamarin är en vik i Mauritius.   Den ligger i distriktet Black River, i den västra delen av landet, 23 km sydväst om huvudstaden Port Louis.